# Zoo di La Garenne
Lo zoo di La Garenne si trova nel comune svizzero Le Vaud, nel distretto di Nyon (Canton Vaud), ed è stato aperto nel 1965. Vi si trovano circa 180 specie, dal lupo alla formica, e ha lo scopo di:
- presentare la fauna europea;
- partecipare alla salvaguardia e alla reintroduzione di specie minacciate;
- curare gli animali selvaggi in difficoltà;
- proporre dei servizi di educazione ambientale.